# メルカバ (戦車)
メルカバ（ヘブライ語： מרכבה）は、イスラエルが開発した第2.5世代および第3・第3.5世代主力戦車のシリーズである。イスラエル国防軍で運用され、乗員の生存性を重視してエンジンを車体前部に配置するなどイスラエルの特殊な事情を色濃く反映した設計となっている。
メルカバの名称は、ヘブライ語で騎馬戦車（Chariot）を意味する語であり、『旧約聖書』の『エゼキエル書』に登場する「神の戦車」を意味するメルカバーに由来する。

## 開発経緯
1960年代、新型戦車を必要としていたイスラエルに対し、イギリスはチーフテンを元にした主力戦車の共同開発を申し出、1963年に契約が結ばれた。しかし、1967年の第三次中東戦争を起因とするアラブ諸国からの圧力と、それに伴うイギリスの対中東戦略の見直しにより、この契約はキャンセルされた。

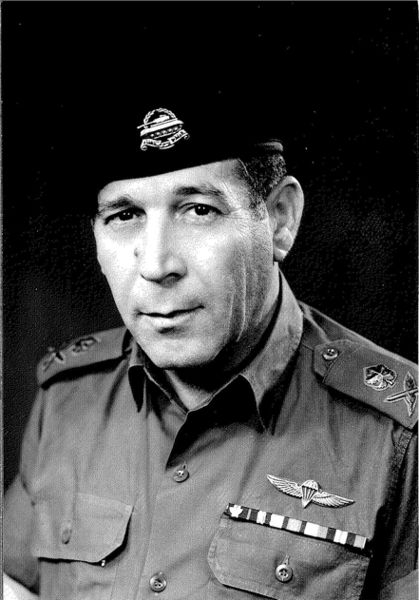
イスラエル・タル将軍

1973年の第四次中東戦争の際には、アメリカや西ドイツで余剰化していた中古の第二次世界大戦後第1世代型主力戦車、M48パットン（マガフ）や、イギリスから新型戦車開発の見返りとして購入していた中古のセンチュリオン（ショット）を改修して運用していたが、エジプト軍、シリア軍の奇襲攻撃により、イスラエル軍は緒戦で大きな損害を出した。この戦争において、イスラエルのような小国は、戦闘において過度の死傷者を出すことに耐えられない、という教訓を得た。
これらの経緯を踏まえ、イスラエルは1970年に独自の主力戦車を開発することを決定する。イスラエル・タル将軍が率いる開発チームは、イスラエルの戦場の独自性とこれまでの教訓に基づき、乗員の保護、生存性を重視した戦車の設計を行った。こうしてイスラエル国産戦車「メルカバ」の開発は、イスラエル政府により1977年5月13日に承認された。

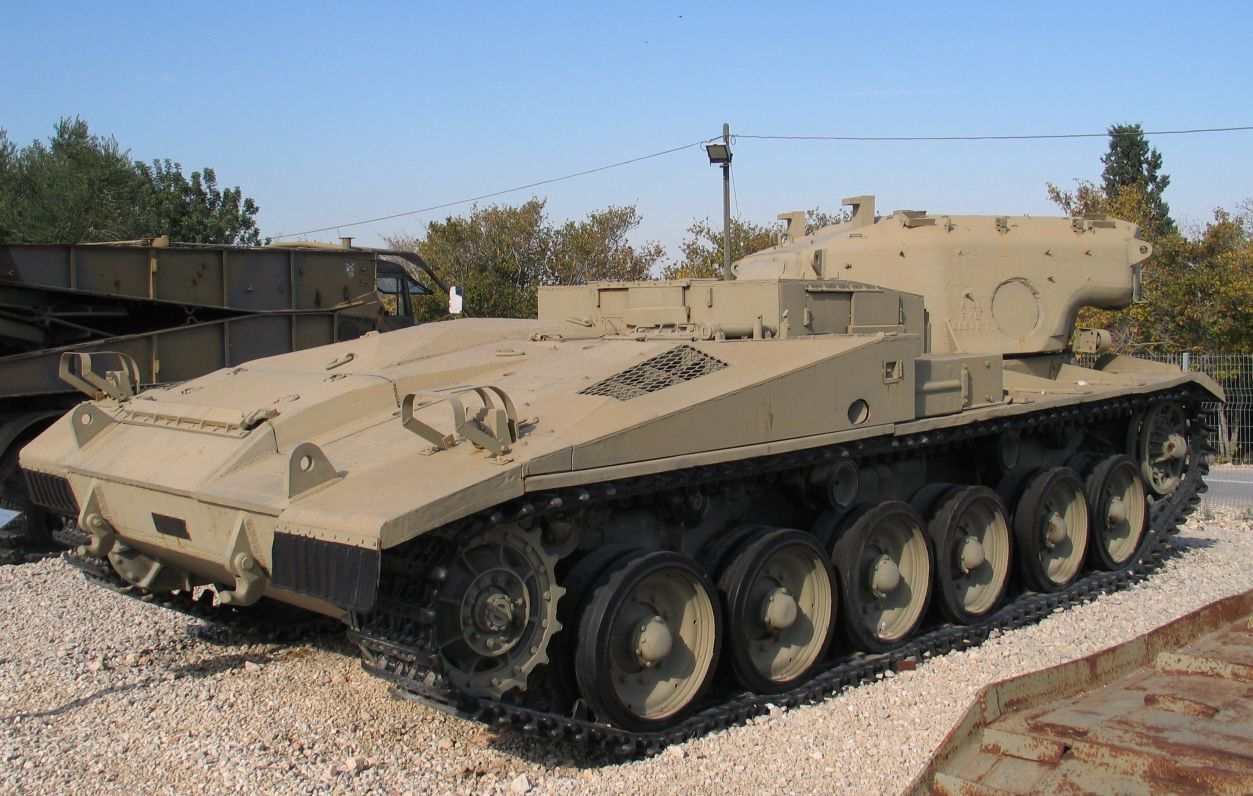
センチュリオンを改造した最初のプロトタイプ。ラトルン戦車博物館に展示されている。

メルカバの開発には、建国以来繰り返された対アラブ戦争における膨大な戦車戦のデータと、多くの戦車、軍用車両の改良と再生で培ったノウハウやインフラが活用されている。特にセンチュリオン（ショット）の改良における実績は大きく、最初のプロトタイプはセンチュリオンを改造して製作され、ホルストマンサスペンションの採用など影響を受けた部分も大きい。

## 特徴
過去の戦訓から、メルカバは乗員の生存性を第一に設計されている。その思想が端的に現れているのはエンジンの搭載位置である。各国のほとんどの戦車がエンジンを後部に配置しているのに対し、メルカバではエンジンが前部に配置されており、被弾時に走行不能になる可能性が上がる代わりに、エンジンへの被弾が遮蔽効果となり、結果として装甲の一部として機能する事で防御力の向上を図っている。他に燃料タンクや各種装備など車内のあらゆる物が乗員と弾薬に対する防護として働くよう配置されている。
世界で最も重装甲な戦車の一つと考えられており、特に地雷や成形炸薬弾に対して高い防御力を持つ。車体側面にはセンチュリオンと同様にサイドスカートが標準装備され、中空装甲として成形炸薬弾に対する防御力を高めている。これは、1973年の第四次中東戦争で、サイドスカートを持たないM48パットン（マガフ）がエジプト軍のAT-3サガー対戦車ミサイルにより大きな被害を出した事を教訓としたものである。車両底部は1枚の鋼鉄板をV字に曲げた装甲を使い、さらに内部に一枚の装甲が配置された2重底（V字型車体）になっており、地雷への耐久性を高めている。2000年代頃には、ベリーアーマーと呼ばれる車体底部を覆う増加装甲板が追加装備され、地雷への防御が更に強化された。Mk 3以降は交換・改良の容易な外装式のモジュール装甲を採用している。砲塔バスルにはRPGなどの携帯対戦車兵器への対策として、先端に重りをつけた鎖を並べて吊り下げる「チェーンカーテン」を装備している。

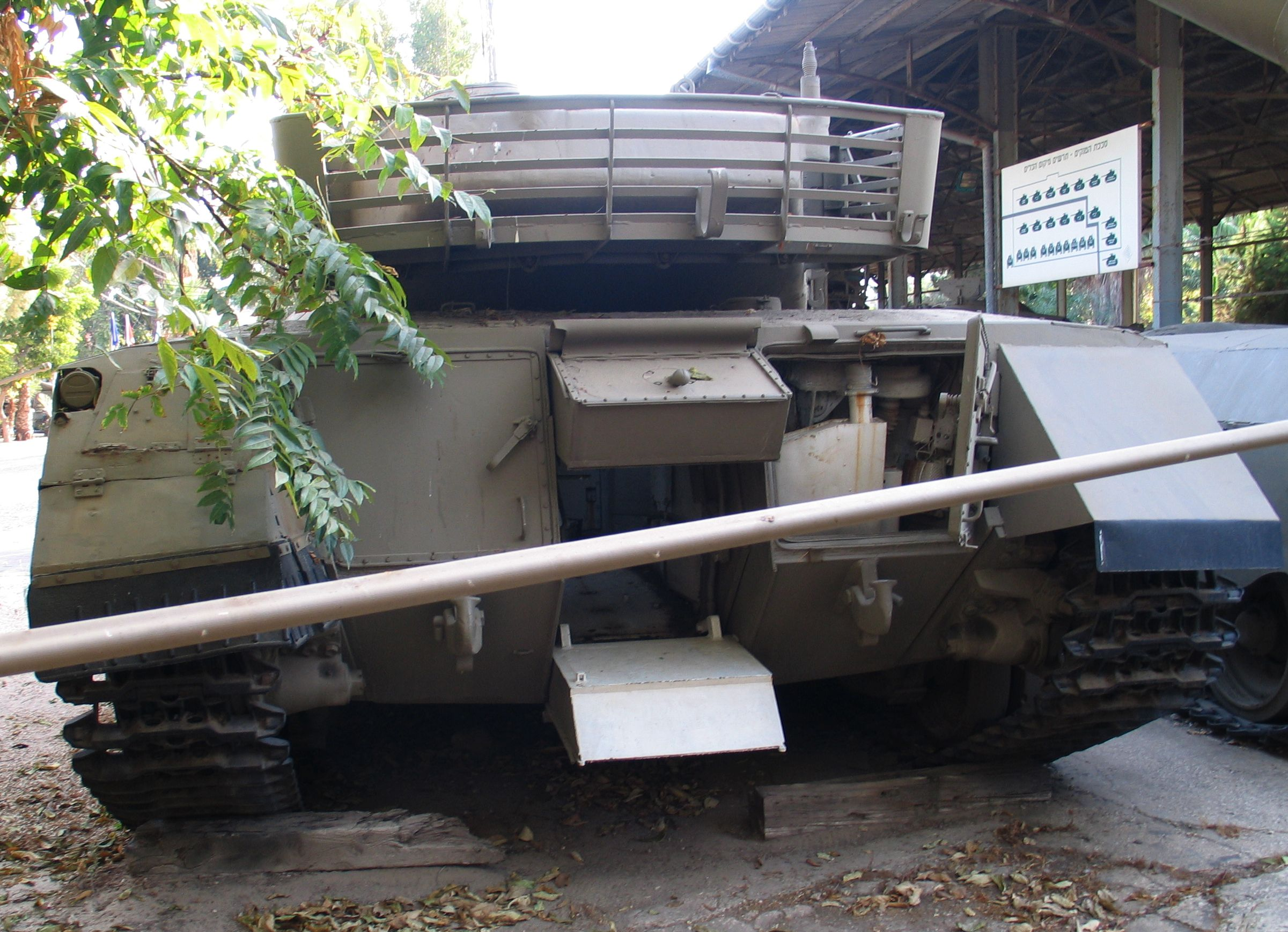
メルカバ Mk 1の後部ドア
イスラエル国防軍歴史博物館の展示品

また、車体後尾には、昇降用ドアおよび戦闘室を結ぶトンネルが設けられており、車両が行動不能になった場合、乗員は後部ドアから脱出することができる。後部ドアは戦場での砲弾や物資の搭載口に使用されるほか、戦闘で孤立した歩兵の救出にも使われた実績がある。
エンジンは、同国でマガフ（M48パットンやM60パットン系列の改良型）やショット（センチュリオンの改良型）などに多用されているコンチネンタル AVDS-1790系ディーゼルエンジンを採用。強固な装甲による車体重量に対してエンジン出力が不足気味だが、適切なスプリング式サスペンションの装備によって不整地走破能力や乗員の乗り心地を向上させる事で、パワーで遥かに勝るアメリカのM1エイブラムスと同等の機動性を持つとされる。このサスペンションは外装式のため、他国で一般的なトーションバー方式に比べて破損時の交換が容易で、装甲の一部としても機能する利点を持つ。履帯はシングルピン型の全金属製で、転輪は当初はゴムタイヤ付きだったが、Mk 3改良型では全金属製転輪が採用された。その後、Mk 4の初期型採用時には、同時に新型のゴム付き転輪が採用されるなどしていたが、その後の実運用ではMk 2、Mk 3、Mk 4のいずれのタイプでも、ゴムタイヤ付き転輪、全金属製転輪が同時に混用されている例が多い。
エンジンの前方配置に加え、操縦席と戦闘室が隔離され、戦闘室床面を砲塔と連動旋回する形態とした結果、車内後部にはかなり広い室内スペースが確保され、乗員のストレス軽減や相互連絡の円滑化、砲弾などの積載能力を高めている。この広い室内は同時に、兵員の輸送や救護、救護品の輸送を容易にしている。車内には計240リットルの飲料水タンクが設けられており、うち60リットル分は後部ドアの上部パネル内に収められている。
最新のMk 4に至るまで自動装填装置は搭載されておらず、乗員は4人である。人的資源の保護を最重視する設計思想と矛盾するように思えるが、これはタル将軍らの「戦車が戦場で生き残るには最低4人の乗員が必要」という思想を反映したためである。
また、イスラエル軍では、生存性を高めるため、戦車長が直接目視で周囲を視察することが重要とされており、メルカバ戦車の車長用キューポラは、ハッチ全体を少し浮かした状態にして、戦車長の頭部を保護しながら周囲を視察できる構造となっている。
兵装面の特徴としては、Mk 1/Mk 2では主砲にマガフやショットと同じL7系105mm戦車砲を採用し、砲身冷却用の放熱材（サーマルジャケット）を巻きつける事で、更に射撃精度を高めている。この改良も、ショットやマガフにフィードバックされている。1982年の「ガリラヤの平和作戦」においては国産の新型APFSDSのおかげもあってシリアのT-72をほぼ一方的に撃破する戦果を挙げたため、ソビエト連邦製のT-54/55、T-62、T-72を撃破するのに十分な威力を有する105mm砲に止めて戦車に積める砲弾の数を増やす戦略をとっていたが、Mk 3からはラインメタル120mmL44を参考に新規開発した120mm滑腔砲を採用している。

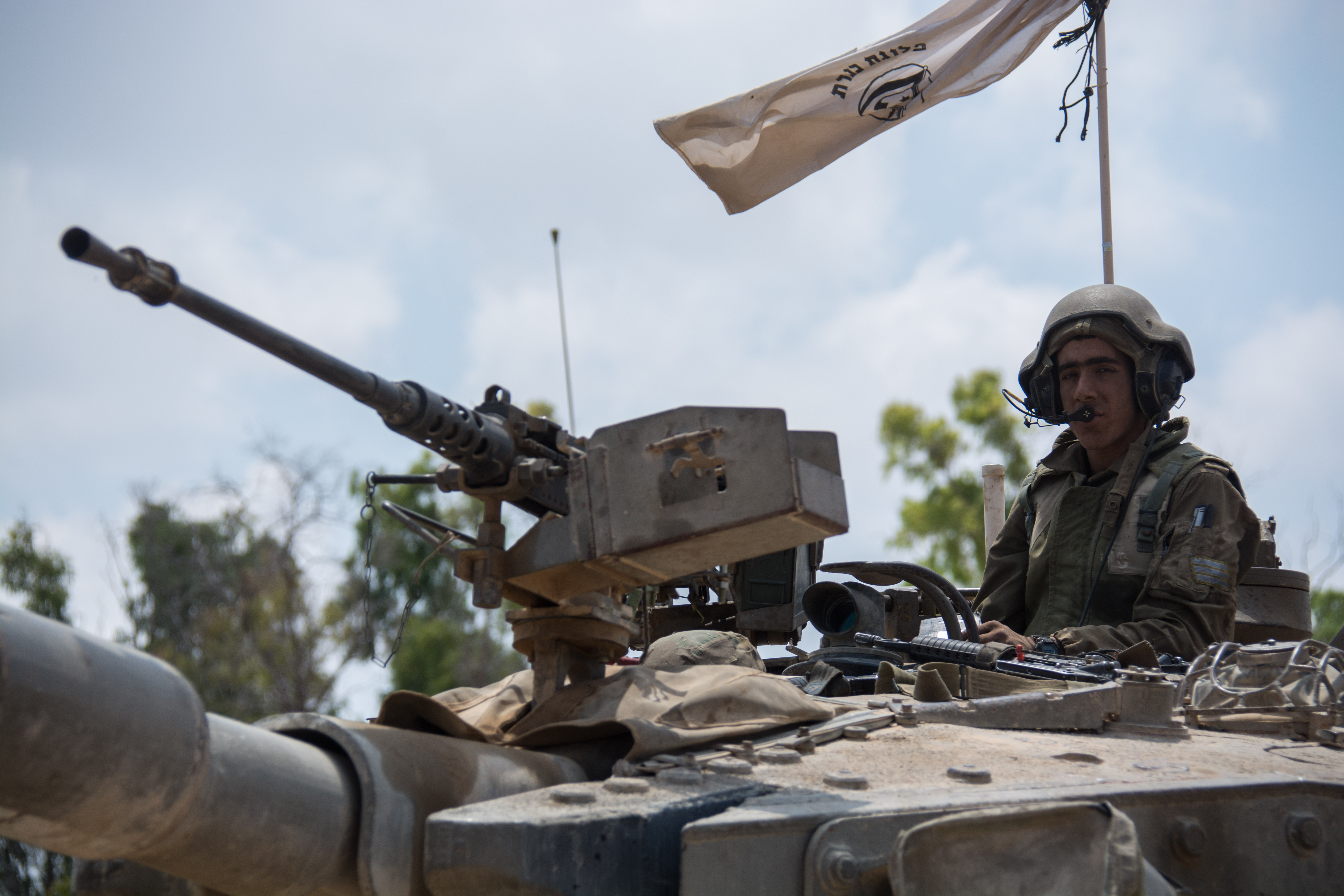
主砲防盾上のM2重機関銃

同軸機銃としてFN MAG 7.62mm 機関銃を搭載しているが、後にM2 12.7mm重機関銃を主砲上部に露出する形で追加している。これは、非装甲・軽装甲目標への攻撃手段のほか、訓練時に主砲の代わりとして利用される。さらに、車長用キューポラと装填手用ハッチにも1挺ずつ、合計2挺（Mk 4では装填手用ハッチが塞がれたため1挺のみ）のFN MAG 7.62mm 機関銃を搭載し、砲塔右側面外部（Mk 2以降は砲塔に内蔵式）に60mm迫撃砲1門を装備し、車長用キューポラと装填手ハッチの近くに乗員用の小火器（UZI サブマシンガン、ガリルアサルトライフル、近年ではM4カービンなど）を装着するラックが用意されている、など、同時代の他の戦車と比較して近距離における対人戦闘能力の向上に力が入れられている。なお、ショットやマガフにも同様の副兵装とする改修が行われている。
チーフテンを元にした開発がキャンセルされた時のような外国の政治的影響を避けるため、メルカバは部品・技術を極力海外に依存しない開発方針をとっており、Mk 1の時点で自給率はコスト比でエンジン・変速機・圧延装甲などを除く70%ほどとなっている（これは、それまで戦車生産の経験の無かった国としては驚異的な数字である）。車体はテル・ハショメールの戦車工場で生産され、イスラエルの国防産業に携わるいくつかのメーカー（イスラエル・ミリタリー・インダストリーズ、エルビット・システムズ、ソルタム・システムズなど）が部品生産を分担している。なお、テル・ハショメールには、イスラエル屈指の機甲部隊の基地や、軍民共用病院などもある。
イスラエルは武器輸出も盛んだが、メルカバは自国軍への配備を最優先させており、海外輸出は行われていない。ただし、2014年には相手こそ非公開ながら輸出が開始されたという情報がある。

## メルカバの各型

### メルカバ Mk 1

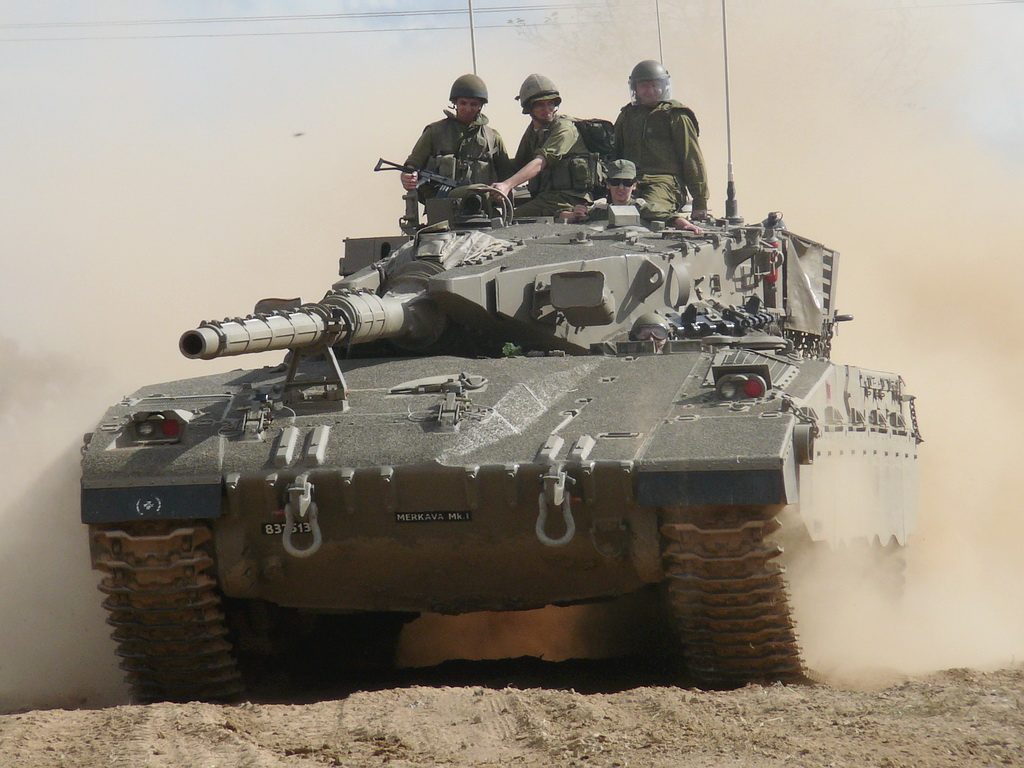
メルカバ Mk 1

イスラエル北部やゴラン高原の地形に適するよう配慮して開発された。最初のメルカバは、1979年4月に運用が開始された。
エンジンの前部配置や後部ドアの設置は初期モデルから成されており、メルカバの特徴となっている。エンジン出力は900馬力、主砲はM60パットンと同じ105 mm 戦車砲が搭載されている。
初陣は、1982年に内戦中のレバノンに関する軍事行動で、当時ソ連の最新鋭戦車だったシリア軍のT-72を多数撃破して一躍評判となった。その後、サイドスカートなど一部装備をMk 2型に換装するアップグレードが行われている。現在は既に第一線を退いている。

### メルカバ Mk 2

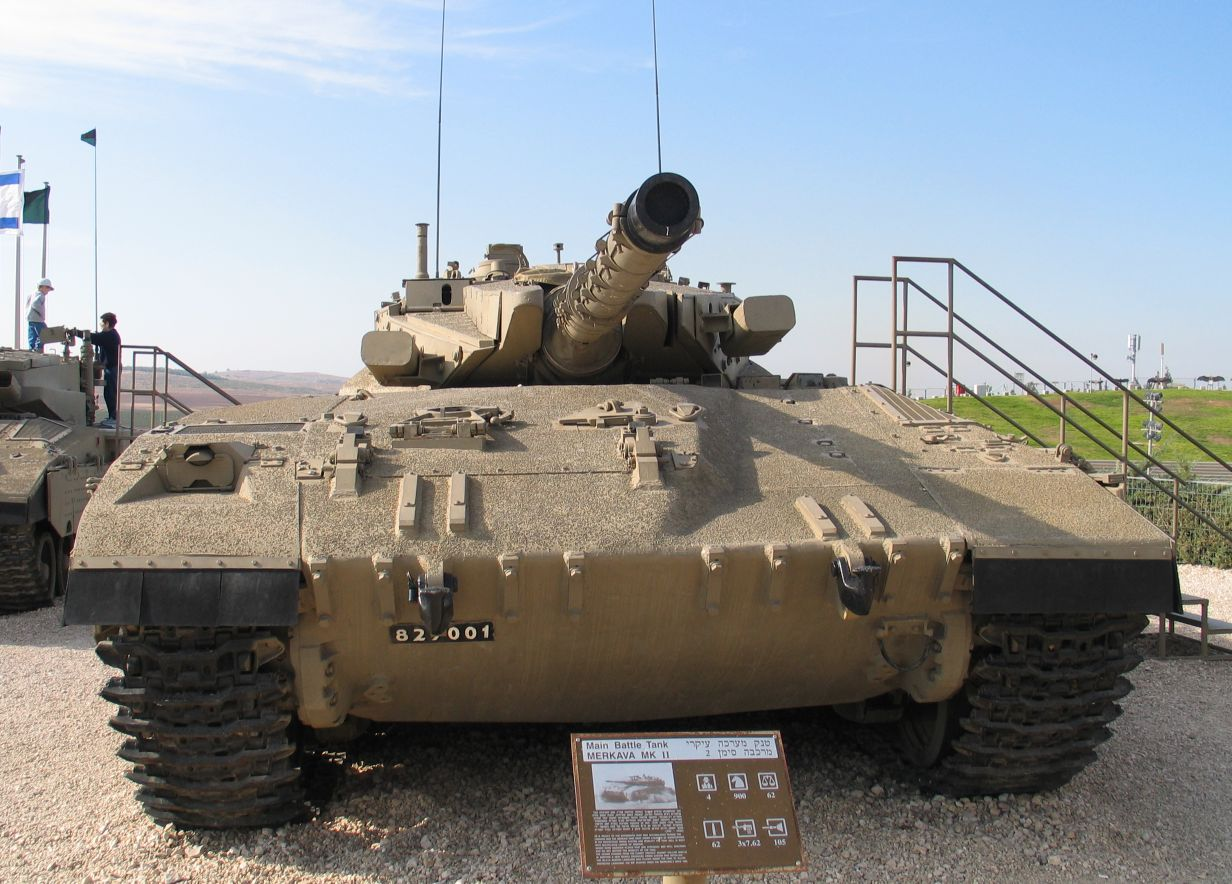
メルカバ Mk 2
（ラトルン戦車博物館）

メルカバMk 2の最初の実戦配備は1983年で、市街戦に特に配慮されていた。これは、レバノンの特にベイルートにおける1982年の軍事行動の教訓が反映されたものである。
基本コンポーネントはMk 1と同一であるが、砲塔に増加装甲が加えられ、Mk 1では砲塔外部に装備されていた市街戦用の60mm迫撃砲が砲塔に内蔵されて車内から再装填可能となった。

#### Mk 2A
Mk 2の射撃管制装置を更新した物。

#### Mk 2B
サイドスカートがMk 3同様の複合装甲に換装され、熱線探知装置や敵の照準用赤外線/レーザー光線の探知装置、発煙弾発射機などが追加された。車体の操縦席前方の上面、砲塔上面部前半にも、増加装甲が装着されている。

#### Mk 2 Dor Daled（ドル・ダレッド）

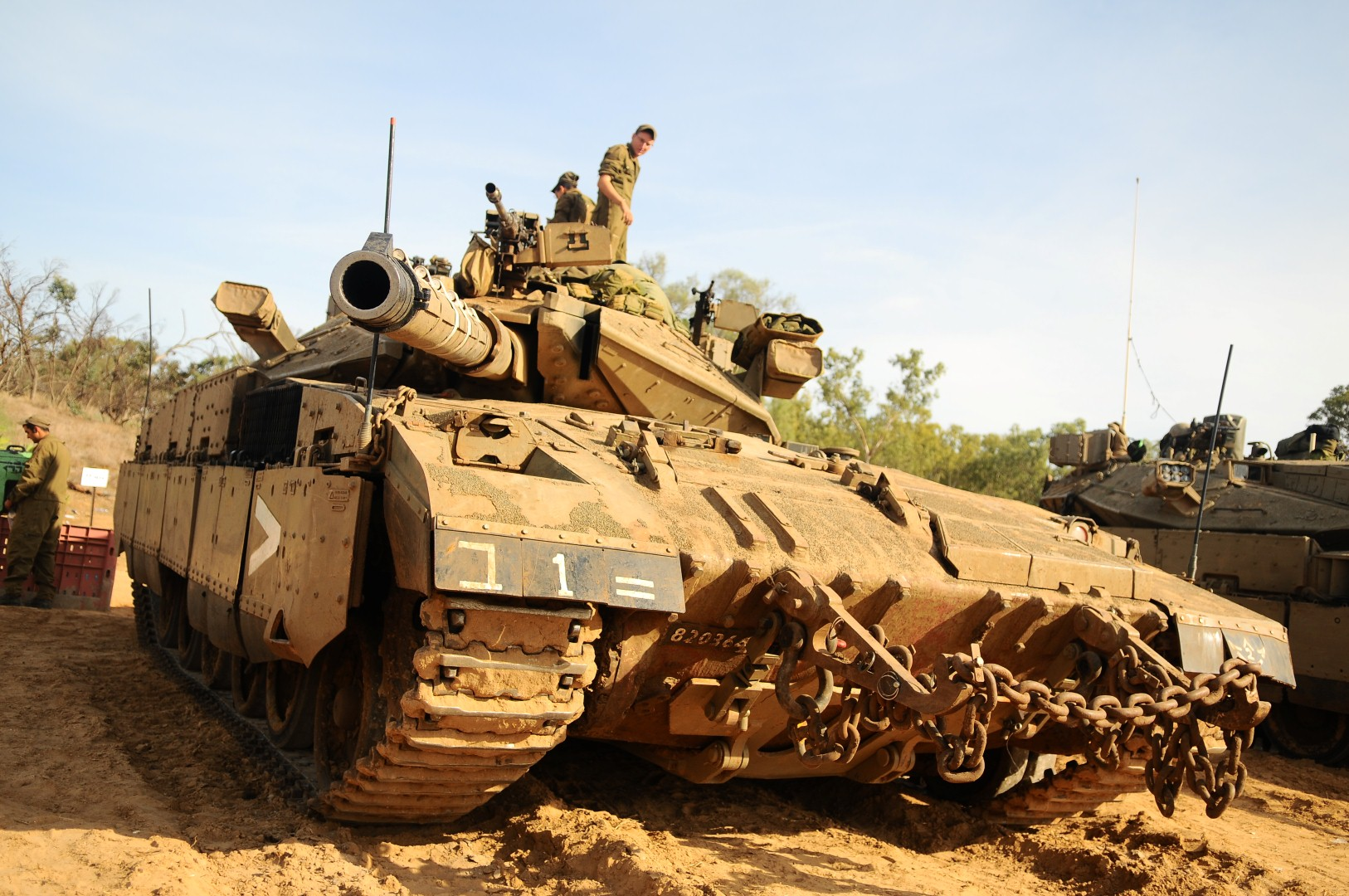
メルカバ Mk 2 Dor Daled

砲塔全周と操縦席前面にモジュール装甲を追加し、大幅に防御力を高めたバージョン。改造は少数に留まっている。IDF内ではMk 2 BATASH（バタシュ）とも呼ばれている。イスラエル国産のレーザー誘導式対戦車ミサイル「LAHAT」の発射能力を持つとされる。

### メルカバ Mk 3

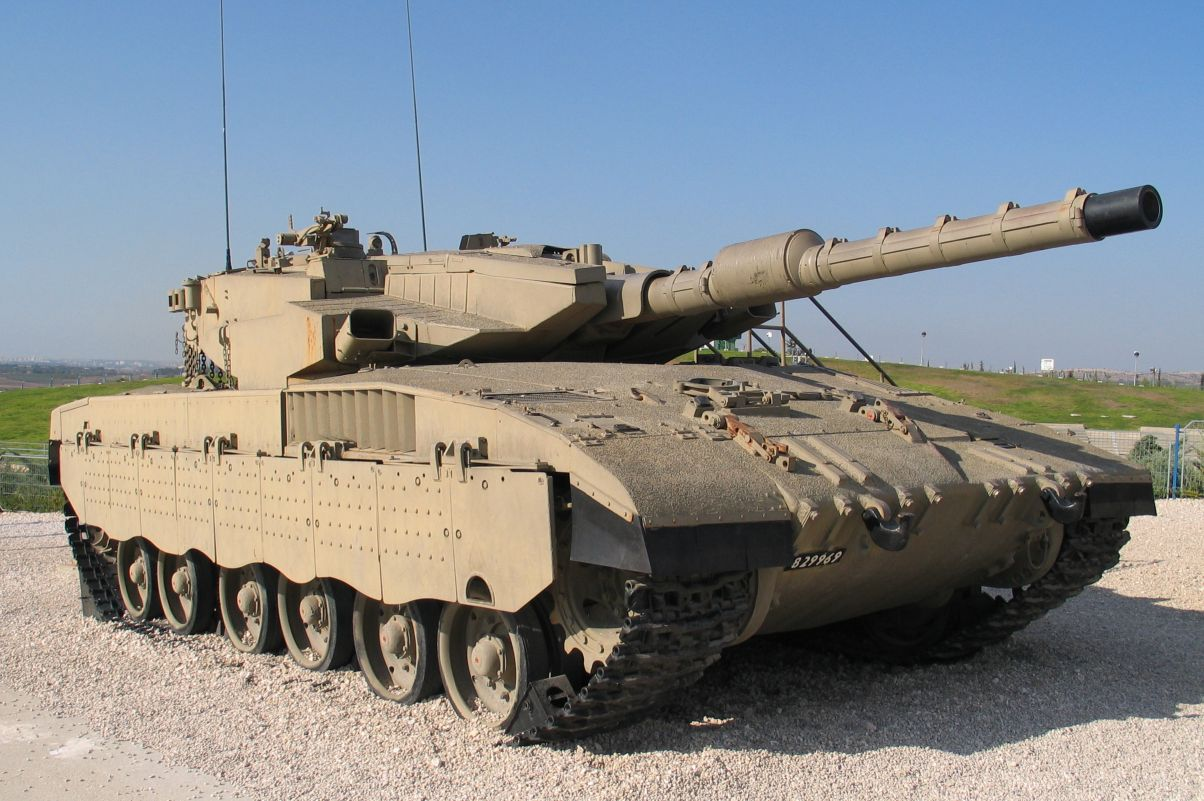
メルカバ Mk 3
（ラトルン戦車博物館）

メルカバMk 2に次いで、レバノンでの教訓を反映したものとして、1990年から実戦配備された。
車体・砲塔共に新規設計となっており、エンジン出力が1,200馬力に増強され、新しいサスペンションとトランスミッションが採り入れられた。主砲には、国産のIMI 120mm戦車砲が採用された。

#### Mk 3B
砲塔上面にモジュール装甲（ルーフ・アーマー）が追加され、トップアタック能力を持つ対戦車兵器への耐久性を高めている。また、NBC兵器対策として空調装置が強化されている。

#### Mk 3 Baz（バズ）

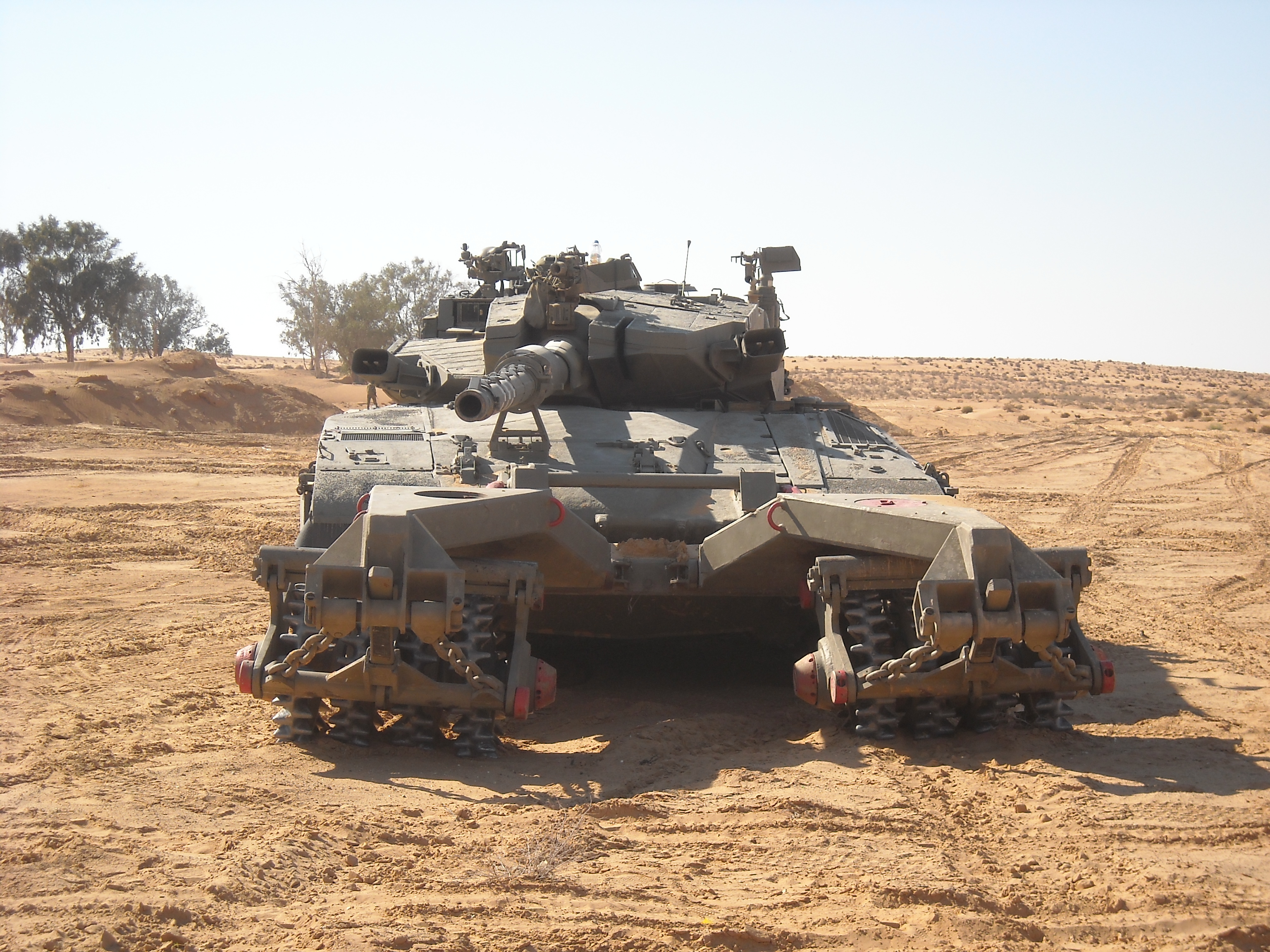
メルカバ Mk 3 Baz（地雷処理ローラー装備型）

1995年に登場したバージョン。火器管制装置が新型の物に換装され、砲塔正面に車長用の旋回式サイトが増設された他、目標の自動追尾機能により、ヘリコプターなどの高速移動する目標への砲撃が可能になっている。

#### Mk 3 Dor Daled（ドル・ダレッド）
2000年頃に登場した、砲塔側面に菱形の大型モジュール装甲を装着したバージョン。
砲塔側面および砲塔リング周辺の防御性を高めている。Mk 3/Mk 3Bベースの車体と、Mk 3 BazベースのBaz Dor Daled（バズ・ドル・ダレッド）とが存在する。

### メルカバ Mk 4
メルカバ Mk 4は、メルカバシリーズの最新バージョンにして、イスラエル国防軍の現在の主力戦車であり、より強固な乗員防護、精密で強力な武装と高度な電子情報システムを装備している。2004年から実戦配備が始まり、年間50-70輌程度のペースで総計400輌の配備が見込まれている。
外見上の旧モデルとの最大の相違点は、砲塔の大型化である。旧モデルでは砲塔を小型で避弾経始に優れた形状にし、正面投影面積を小さくする事で被弾に対処していたが、対戦車兵器による攻撃を意識したMk 2DやMk 3D Bazの登場と同様に、砲塔の周囲に増加装甲を追加する事により砲塔全周の防護力の強化を行い、砲塔が大型化された。
Mk 4の砲塔には、外装式のモジュール装甲方式が採用されており、砲塔本体の周囲に箱型のモジュール装甲が取り付けられている。敵弾による損傷後、被弾した部分だけを比較的短時間で取り換えられる。
さらに、これまで脆弱だった砲塔上面と砲塔リング周りの防護に配慮されており、砲塔の装填手ハッチが廃されている。乗降や砲弾搬入は車体後部ドアで行える。ただし、開口部はモジュール装甲の下に用意されており、一部車両では市街戦用にハッチを復活させている。さらに乗員の生存性を上げるため、戦車に付属している各種部品自体が装甲のバックアップとして働き、主装甲が貫徹されるのを極力防ぐ構造となっている。また、Mk 3B同様、対NBC防護装備を標準装備している。砲弾は、耐火性のある容器に収納されている。
120 mm 滑腔砲とその射撃管制装置はより進化し、国産のレーザー誘導式対戦車ミサイル「LAHAT」により、戦車だけでなく対戦車ヘリコプターを撃墜することも考慮されている（シリア軍の装備するSA 342L ガゼルや、Mi-24 ハインドなど）。自動装填装置は装備されていないが、砲塔内に10発入りの回転式半自動弾倉を備えており、電動装填装置によって選択された各弾種をすばやく装填手の手元に供給することで、労力を大幅に軽減している。これを含めた標準搭載弾数は48発で、車体後部に収納される38発は一発ずつ耐火キャニスターに収められるため、車内で火災が起きた時に誘爆するリスクを低減している。同様に、作動油が火災時に引火することを防ぐため、砲塔の駆動源は従来の油圧式から電動式に変更された。
副武装として、新型の対人用ソルタム 60 mm 迫撃砲 を内蔵できる。迫撃砲の有効射程は2,700メートルであり、迫撃砲用弾道コンピューターにより自動制御されている。後装式のため、乗員が車内から弾薬を装脱できる。車内の据え付け銃と後部ドアは、市街戦で非常に役立つことが立証されたため、そのまま装備されている。
エンジンは、それまでのAVDS-1790系に代わり、ドイツ MTUの開発したMTU883水冷ディーゼルエンジンのアメリカライセンス生産品を搭載している。MTU833はユーロパワーパックの心臓部としてレオパルト2やルクレール輸出型などで採用されており、小型軽量・高出力で現代最高水準の戦車用ディーゼルエンジンと言われている。1,500馬力の出力により、従来のメルカバに対するパワー不足との評価は完全に払拭され、舗装面では60km/hで走行できる。変速機は電子コントロールで前進5段、ステアリングとブレーキも含まれた独レンク社製RK325 オートマチック・トランスミッションが採用されている。パワーパックの小型化によって車体前上面はフラットな形状になり、操縦士の視界が向上している。走行装置についてはTracks, springs and wheels system：TSAWS、ヘブライ語ではMazkomと呼ばれる新しいキャタピラシステムが採用された。これは、軌道を拡げ、路面に与える軌跡や舗装への損傷を最小にするように工夫されている。また、機動性はより高くなり、特に玄武岩が多いゴラン高原やレバノンのような場所での機動性はそれまでのタイプより格段に向上したため、地形の制限を受けにくくなった。
外部視察と後進走行のためのベクトップ社製「タンク・サイト・システム」と呼ばれる画像監視システムが搭載され、操縦士と車長は、車体や砲塔に取り付けられた4台の固定TVカメラによる360度全周の映像を自席ディスプレイで見ることができる。この他、エルビット・システムズ社の戦闘統制システムBattle Management Systemによるネットワークが導入されて、作戦中に得た映像や観測データが他の車両と共有できると共に、ベクトップ社製のVDS-60 デジタル・レコーダーで記録・再生できるようになった。

#### Mk.4 M

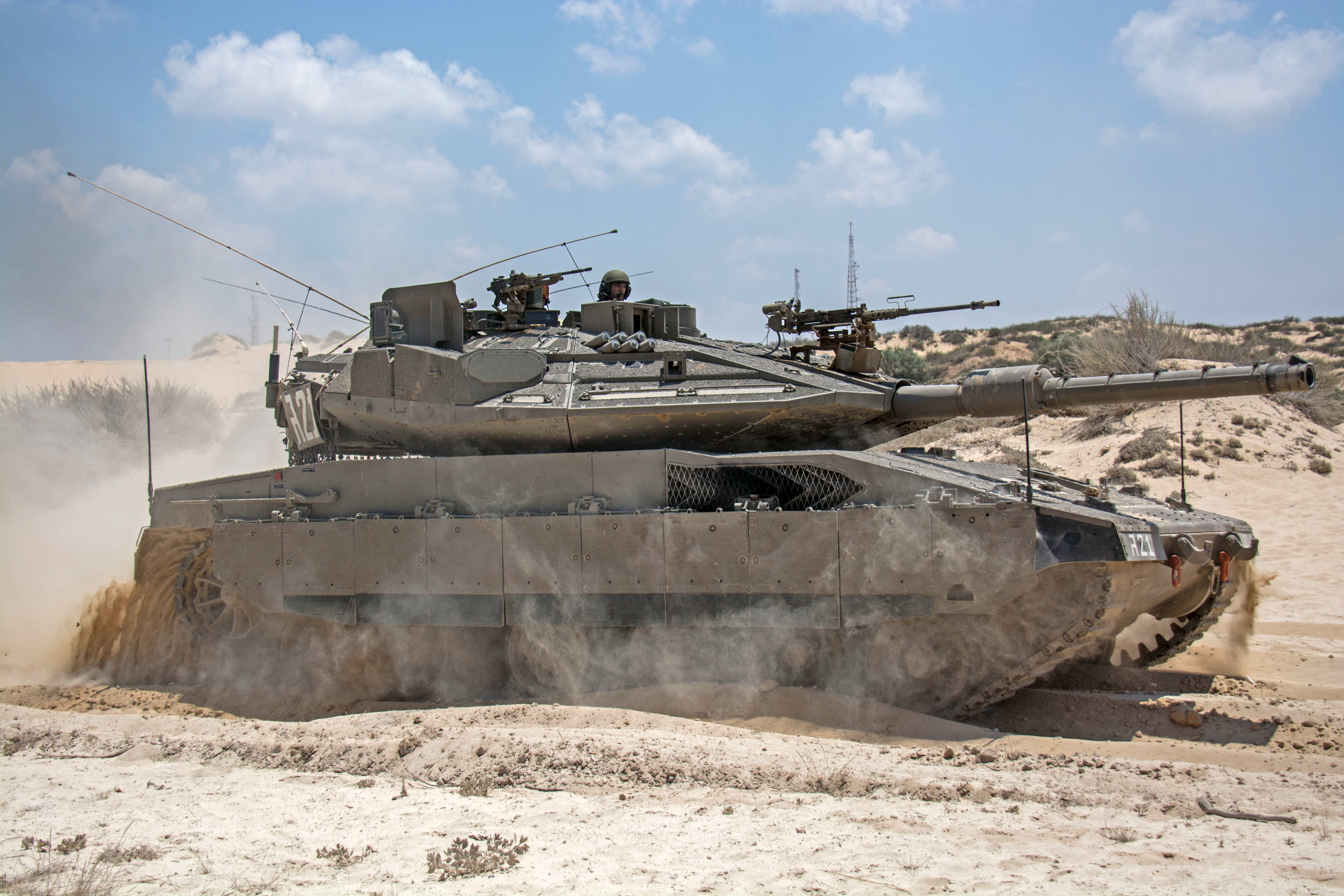
トロフィーAPSを装備したメルカバ Mk 4M

2007年には防護力の強化策として、ラファエル・アドバンスド・ディフェンス・システムズが開発したばかりのトロフィーアクティブ防護システム（APS）を、全てのMk 4に追加装備する事が公表された。これは、対戦車ミサイルなどの飛来を4本のフラット・パネル・レーダー・アンテナで全周警戒し、接近探知時には完全自動で発射されるミサイルにより迎撃するシステムである。トロフィーは、米陸軍のストライカー装甲車への搭載を前提に試験が行われている。
2012年には既にメルカバMk.4が配備されていた第401機甲旅団に所属する全車両がトロフィーAPSを装備したメルカバMk.4Mに改修された。また、2014年にはそれまで旧型のメルカバMk.2の運用を続けてきた第7機甲旅団の全車両がメルカバMk.4Mに更新された。

#### Mk.4 M 400
2019年から第188機甲旅団に配備された最新型で、トロフィーアクティブ防護システムを装備したMk.4Mに、新型のデジタル戦闘管制システム「ビーコン750」を搭載している。

#### Mk.4 バラク

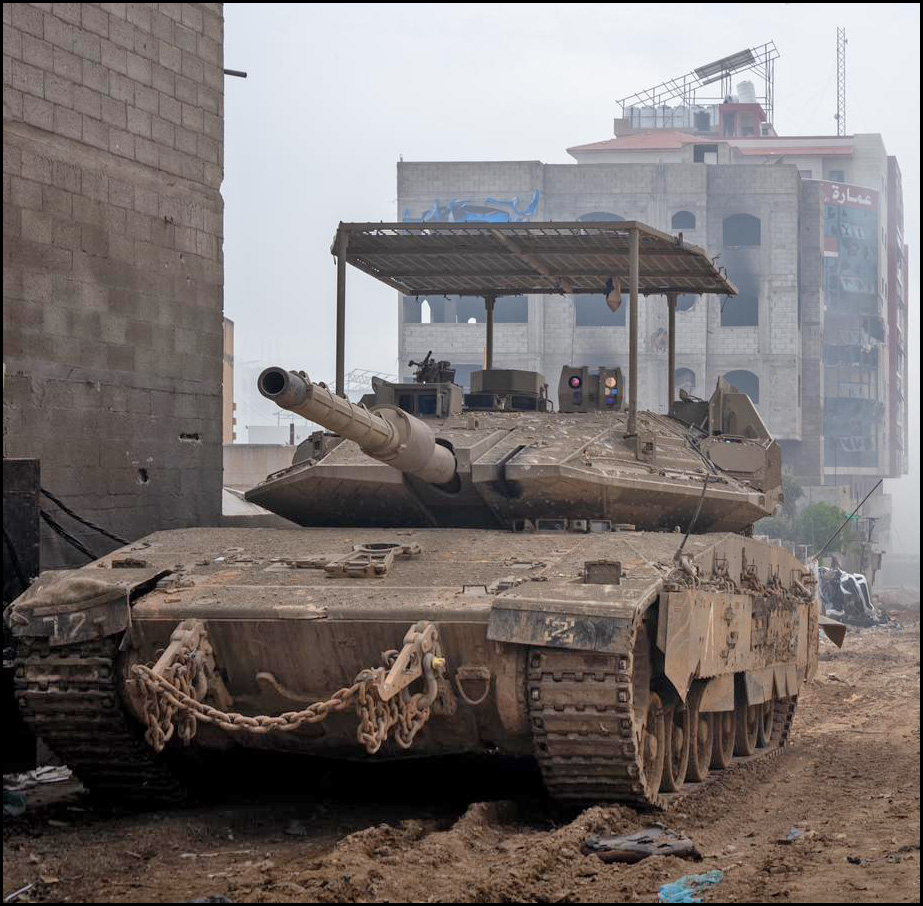
装填手ハッチ前方に360度旋回可能な新型光学装置を装備したメルカバ Mk.4 バラク。2024年3月、第401機甲旅団

2018年7月に開発が公表された最新型で、主な改修はセンサー類の改良・AI（人工知能）コンピュータ搭載・VR（バーチャル・リアリティ）ヘッドセットの導入などである。
国防軍の発表によると、AIコンピュータ搭載によるメリットとしては、戦車兵の作業負担が減る事で作戦可能な持続時間が30％程度向上する他、攻撃目標の発見や目標への攻撃が速くなる事や、周囲の車両との情報共有なども期待出来るとされている。
また、エルビット・システムズが開発を担当しているVRヘッドセットは"Iron View"あるいは"Iron Vision"と呼ばれており、これを使用する事で戦車内に居ながら周囲360度の情報を得られるようになり、またヘッドセットによる訓練や演習も行える、とされている。
メルカバMk.4 Barakの運用試験は2020年頃から開始予定とされていたが、予算の問題で約2年、量産計画が遅れていた。しかしながらロシアによるウクライナ侵攻での戦況を受けて対戦車兵器への防護の重要性が再認識され、量産が開始された。メルカバMk.4 Barakは早ければ2023年に機甲旅団への配備が開始される予定である。また、本車はメルカバMk.5あるいはメルカバMk.5 Barakと呼称される可能性がある。

## 比較
|          | Mk 1                           | Mk 2                           | Mk 3                           | Mk 4                              |
| -------- | ------------------------------ | ------------------------------ | ------------------------------ | --------------------------------- |
| 製造期間 | 1978年-1983年                  | 1982年-1989年                  | 1990年-2002年                  | 2003年-現在                       |
| 製造数   | 250輌                          | 580輌                          | 780輌                          | 360輌                             |
| 全長     | 8.30 m                         | 8.30 m                         | 9.04 m                         | 9.04 m                            |
| 全幅     | 3.70 m                         | 3.70 m                         | 3.72 m                         | 3.72 m                            |
| 全高     | 2.65 m                         | 2.65 m                         | 2.66 m                         | 2.70 m                            |
| 航続距離 | 400 km                         | 500 km                         | 500 km                         | 500 km                            |
| 重量     | 61 t                           | 62 t                           | 63.5 t                         | 65 t （70 tという非公式情報あり） |
| 主砲     | 51口径105mmライフル砲          | 51口径105mmライフル砲          | 44口径120mm滑腔砲              | 44口径120mm滑腔砲                 |
| 乗員     | 4名（車長,操縦士,砲手,装填手） | 4名（車長,操縦士,砲手,装填手） | 4名（車長,操縦士,砲手,装填手） | 4名（車長,操縦士,砲手,装填手）    |

|          | ルクレール                        | チャレンジャー2                   | メルカバ Mk 4                                       | 99A式                              |
| -------- | --------------------------------- | --------------------------------- | --------------------------------------------------- | ---------------------------------- |
| 画像     |                                   |                                   |                                                     |                                    |
| 開発形態 | 新規                              | 改修                              | 改修                                                | 改修                               |
| 全長     | 9.87 m                            | 11.55 m                           | 9.04 m                                              | 11 m（推定）                       |
| 全幅     | 3.71 m                            | 3.53 m                            | 3.72 m                                              | 3.70 m（推定）                     |
| 全高     | 2.92 m                            | 3.04 m                            | 2.66 m                                              | 2.35 m（推定）                     |
| 重量     | 約56.5 t                          | 約62.5 t                          | 約65 t                                              | 約55 t（推定）                     |
| 主砲     | 52口径120mm滑腔砲                 | 55口径120mmライフル砲             | 44口径120mm滑腔砲                                   | 50口径125mm滑腔砲                  |
| 副武装   | 12.7mm重機関銃×1 7.62mm機関銃×1   | 7.62mm機関銃×1 7.62mm機関銃×1     | 12.7mm重機関銃×1 7.62mm機銃×2 60mm迫撃砲×1          | 12.7mm重機関銃×1 7.62mm機関銃×1    |
| 装甲     | 複合                              | 複合+爆発反応+増加                | 複合+増加 （外装式モジュール）                      | 複合+爆発反応 （外装式モジュール） |
| エンジン | V型8気筒ディーゼル + ガスタービン | 水冷4サイクル V型12気筒ディーゼル | 液冷4サイクルV型12気筒 ターボチャージド・ディーゼル | 水冷4サイクル V型12気筒ディーゼル  |
| 最大出力 | 1,500 hp/2,500 rpm                | 1,200 hp/2,300 rpm                | 1,500 hp                                            | 1,500 hp/2,450 rpm                 |
| 最高速度 | 72 km/h                           | 59 km/h                           | 64 km/h                                             | 80 km/h                            |
| 乗員数   | 3名                               | 4名                               | 4名                                                 | 3名                                |
| 装填方式 | 自動                              | 手動                              | 手動                                                | 自動                               |
| C4I      | SIT                               | BGBMS                             | BMS                                                 | 搭載（名称不明）                   |

|          | 10式                             | K2                                                  | T-14                                      | M1A2 SEPV2                            | レオパルト2A7                                       |
| -------- | -------------------------------- | --------------------------------------------------- | ----------------------------------------- | ------------------------------------- | --------------------------------------------------- |
| 画像     |                                  |                                                     |                                           |                                       |                                                     |
| 開発形態 | 新規                             | 新規                                                | 新規                                      | 改修                                  | 改修                                                |
| 全長     | 9.42 m                           | 10.8 m                                              | 10.8 m                                    | 9.83 m                                | 10.93 m                                             |
| 全幅     | 3.24 m                           | 3.60 m                                              | 3.50 m                                    | 3.66 m                                | 3.74 m                                              |
| 全高     | 2.30 m                           | 2.40 m                                              | 3.30 m                                    | 2.37 m                                | 3.03 m                                              |
| 重量     | 約44 t                           | 約55 t                                              | 約55 t                                    | 約63.28 t                             | 約67 t                                              |
| 主砲     | 44口径120mm滑腔砲                | 55口径120mm滑腔砲                                   | 56口径125mm滑腔砲                         | 44口径120mm滑腔砲                     | 55口径120mm滑腔砲                                   |
| 副武装   | 12.7mm重機関銃×1 7.62mm機関銃×1  | 12.7mm重機関銃×1 7.62mm機銃×1                       | 12.7mm重機関銃×1 7.62mm機関銃×1           | 12.7mm重機関銃×1 7.62mm機関銃×1 RWS×1 | 7.62mm機関銃×2                                      |
| 装甲     | 複合+増加 （外装式モジュール）   | 複合+爆発反応 （モジュール式）                      | 複合+爆発反応+ケージ （外装式モジュール） | 複合+増加                             | 複合+増加                                           |
| エンジン | 水冷4サイクル V型8気筒ディーゼル | 液冷4サイクルV型12気筒 ターボチャージド・ディーゼル | 空冷ディーゼル                            | ガスタービン                          | 液冷4サイクルV型12気筒 ターボチャージド・ディーゼル |
| 最大出力 | 1,200 ps/2,300 rpm               | 1,500 hp/2,700 rpm                                  | 1,500 hp/2,000 rpm                        | 1,500 hp/3,000 rpm                    | 1,500 ps/2,600 rpm                                  |
| 最高速度 | 70 km/h                          | 70 km/h                                             | 80–90 km/h                                | 67.6 km/h                             | 68 km/h                                             |
| 乗員数   | 3名                              | 3名                                                 | 3名                                       | 4名                                   | 4名                                                 |
| 装填方式 | 自動                             | 自動                                                | 自動                                      | 手動                                  | 手動                                                |
| C4I      | ReCS・10NW                       | B2CS                                                | YeSU TZ                                   | FBCB2                                 | IFIS                                                |

## 主な配備部隊
メルカバシリーズはレシャニ軍事技術博物館、ムンスター戦車博物館、ソミュール戦車博物館にメルカバMk.1が展示されているのを例外としてイスラエル国外には輸出されておらず、全てイスラエル陸軍機甲科の旅団において運用されている。ここでは常設旅団について記す。

### 第7機甲旅団
北部軍第36機甲師団に属する機甲旅団で、1970年代まではセンチュリオン/ショットを運用していた。最初に開発されたメルカバMK.1を配備し運用し、またメルカバMk.2への更新を行っている。メルカバMk.2を2014年まで運用した後、最新型のメルカバMk.4Mに装備を更新した。

### 第188機甲旅団
北部軍第36機甲師団に属する機甲旅団で、第7機甲旅団と同様に1970年代よりセンチュリオン/ショットを運用していた。第188機甲旅団は1992年までショットカルを運用した後、メルカバMk.3に装備を更新した。この後約30年近くに渡りメルカバMk.3を運用していたが、2019年度よりメルカバMk.4M 400への更新を開始し、2021年度に完了した。

### 第401機甲旅団
南部軍第162機甲師団に属する機甲旅団で、1960年代後半に創設されて以来マガフ6シリーズを運用していた。2004年にマガフ6からメルカバMk.4に装備を更新し、2012年には旅団の全車両がトロフィーAPSを装備したメルカバMk.4M仕様に改修された。

### 第460機甲旅団
南部軍第80地域師団に属する機甲旅団で、戦車訓練部隊を兼ねている。所属する3個の戦車大隊でそれぞれメルカバMK.2、メルカバMk.3、メルカバMk.4の訓練を行う手法を取っていたが、イスラエル国防軍でのメルカバMk.2の運用縮小/終息に伴い、従来メルカバMk.2の訓練部隊であった第195戦車大隊もメルカバMk.4の訓練部隊に改編されている。

## 特殊な派生型
アル＝アクサ・インティファーダ（第二次インティファーダ）以降、イスラエル国防軍はメルカバに更なる市街戦向けの改修を行った。この改修は、整備員でも行うことが可能で、もとの戦闘能力には悪影響をおよぼさない。

### メルカバ Mk 2 / 3 LIC
メルカバ Mk 2B、2D、3B、3Dなどに市街戦装備を適用したもので、LICは、低強度紛争を意味する"Low Intensity Conflicts"の頭文字である。
LIC型は、砲塔上部の戦車長ハッチが8角形の形状になり、可動用ヒンジ部を除く周囲7面に防弾ガラスが嵌め込まれ、ハッチを閉めたまま、目視で周囲の状況を確認できるようになっている。また、一部の車両では、サイドスカートが厚みを増した防御力向上型に換装されたり、ベリーアーマーと呼ばれる車体底部を覆う増加装甲板が装備されており、地雷や仕掛け爆弾、RPGに対する防御力を向上させている。また、光学系や換気装置の開口部に「網」を張ることで、手榴弾などの破片による損傷や、動作不良を起こすことを防いでいる。また、後部カメラの装備や、車体の四隅にゴム製のポールが取り付けられるなどしており、狭い路地などでの行動を簡便にしている。

### メルカバ救急型
重装甲や後部ドアといった特徴を活かして、後部のトンネルで救命措置ができるように改修している物。"Tankbulance"（救急戦車）の異名を持つ。激しい砲火の中で負傷兵を担架ごと運び込み、救助を可能にしている。救急型でも標準的な武装は残されており、乗員は戦車砲や機関銃で反撃を行うことができる。ただし戦時国際法の保護対象にはならない。

### ショレフ 155mm自走榴弾砲

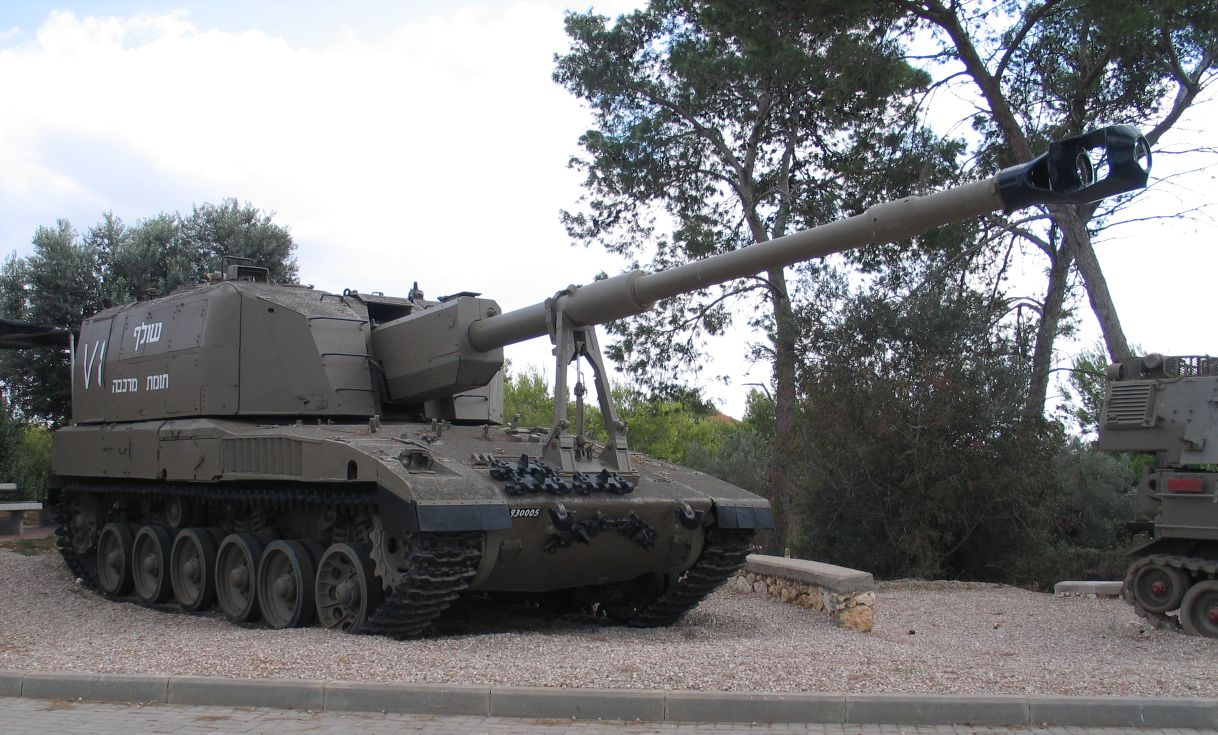
ショレフ 155mm自走榴弾砲
（イスラエル砲兵隊博物館の展示品）

メルカバ Mk 1の車体コンポーネントを流用し、密閉式の砲塔に、ソルタムM71 155mm榴弾砲の設計を発展させた新設計の52口径長砲身155mm榴弾砲を搭載した自走榴弾砲で、1984年-86年に2輌が試作されたが、量産には至っていない。"ショレフ (Sholef)"はヘブライ語で、英語の"Slammer"あるいは"Gunfighter"に相当する語である。
車体前部にエンジンを搭載し、後部に兵員用・弾薬用スペースを有するメルカバ戦車の車体は、構造的に自走砲に流用しやすいと想像できるが、ショレフ以後、メルカバの車体を流用した自走榴弾砲は、2015年に至るまで実用化されていない。

## メルカバを基礎とした装甲車

### メルカバ装甲回収車
メルカバ装甲回収車（Merkava ARV, Armored Recovery Vehicle）は、メルカバの車体を流用した装甲回収車である。擱座した戦車を回収したり、故障したエンジンを交換したりする際に利用される。大型あるいは小型のクレーンを装備した何種類かの車両が試作あるいは少数生産されている。後述のナメル装甲兵員輸送車が2000年代初頭にメルカバMk.4（ないしMk.3）の車体ベースで試作された際、同じ車体を用いて開発された車種もあり、このタイプはナメル装甲回収車（あるいはナメラ装甲回収車）とも呼ばれていた。

#### ペレグ装甲回収車

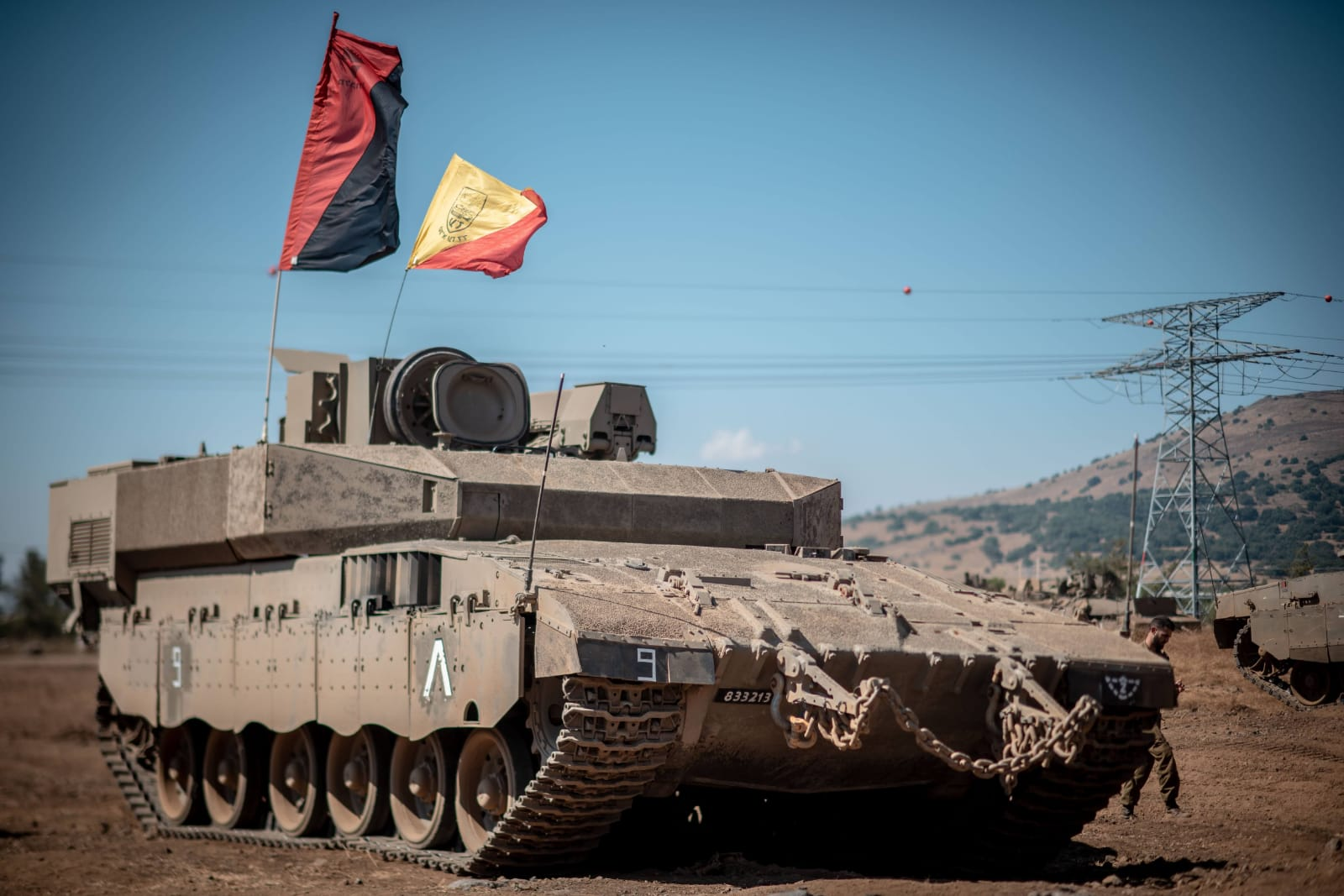
メルカバMk.3の車体を流用したペレグ装甲回収車、2021年

2019年頃より、メルカバMk.3の車体に大きな改造を加えずに砲塔のみを取り外し、装甲戦闘室を搭載した装甲回収車の開発が開始された。この車両はペレグ（ヘブライ語: פר"ג, 英語: Pereg, ）と呼ばれており、装甲戦闘室後部には小型のクレーンが収容されている。ペレグはヘブライ語の""汎用AFVプラットフォーム""に相当する語のアクロニムである。この車両は修理部隊でのメンテナンス作業のほか、前線で負傷兵を収容して退避させる装甲野戦救急車としても運用可能なものとして設計されているとの事で、2021年7月に地上部隊に配備され試験が行われた。

### ナメル装甲兵員輸送車
イスラエル国防軍は、メルカバの車体を応用した重装甲兵員輸送車および重歩兵戦闘車を開発し、これを「ナメル」（Namer）と呼んでいる。これは、ヒョウを意味するヘブライ語で、「ナグマシュ」（装甲兵員輸送車）と「メルカバ」をかけた言葉にもなっている (名称は当初"ナメラ" （Nemmera, 雌豹の意）であったものの、ナメルに変更された)。メルカバの車体を有効活用し、コストダウンを図ることも開発目的の一つである。
レインボー作戦、（パレスチナ・ガザ地区における作戦）以降、イスラエル国防軍はこの車両をM113装甲兵員輸送車やストライカー装甲車（ピラーニャ装甲車の派生型）の代替車両として推進している。
2005年2月15日にイスラエル・マアリブ紙が伝えたところによると、車内から遠隔制御できるラファエル製のRWS（サムソンRCWS）を備えたプロトタイプ（メルカバMk.1ベースの車両）が第84"ギヴァティ"歩兵旅団により試験された。
ナメルには、車長、操縦士、予備乗員の3名に加え、8人の歩兵が搭乗可能である。長期の作戦に対応して車内にトイレが装備されている。
ナメルは2000年代初頭にメルカバMk.3ないしMk.4の車体をベースに試作された後、2005年には退役したメルカバMk 1の車体を流用してプロトタイプが製造されたが、1輌当たりの改造費用は7万5千ドルと言われており、T-54/55をベースにした安価なアチザリットの成功もあって試作車のみに留まっていた。2008年にはメルカバ Mk 4の車体をベースにトロフィーAPS（アクティブ防護システム）を装備するたどした改良型が登場し（2000年代初頭に開発されたものとは車体形状が異なる）、これが現在までの最新型、且つ量産タイプとなっている。

### ナメル戦闘工兵車
2016年に公開されたナメル装甲兵員輸送車（APC）の派生型に相当する戦闘工兵車（CEV）タイプの車両。トロフィーAPS（アクティブ防護システム）が標準装備されており、従来のプーマ戦闘工兵車よりも危険な地域での作業が可能になると考えられている。ナメルCEVは2016年5月11日に行われたイスラエルの第68回独立記念イベントで一般公開された。
| ナメルCEV。2016年のイスラエル独立記念日のイベントでの展示。 |  | ナメルCEV (車体側面)。展示はラトルン戦車博物館で行われた。 |
| ナメルCEV。2016年のイスラエル独立記念日のイベントでの展示。 |  | ナメルCEV (車体側面)。展示はラトルン戦車博物館で行われた。 |

### オフェク装甲兵員輸送車
2015年に開発、試験運用されたメルカバMk.IIベースの装甲兵員輸送車で、前述のナメルと異なり車体には大幅に手を加えず、砲塔を撤去したMk.IIの車体に箱状の兵員室を搭載した単純な構造にする事により改修作業の低コスト化を実現した車両。
ナメル、アチザリットが前線歩兵部隊で運用されるのに対し、オフェクは後方支援部隊のM113を更新する車両として開発が進められている。

## 戦歴/総合的な注釈
全体として、メルカバ計画はイスラエルの国情・軍事的様相・経済的様相の全ての観点から成功を収めたと考えられている。
他の戦車と同様、メルカバも地雷や遠隔制御爆弾に対しては脆弱である。ただし、それらで損傷しても早急に復帰できるようにする意味もあって古典的なホルストマン・サスペンションを元にした、交換しやすいサスペンションが採用されている。パレスチナ・ガザ地区での軍事行動では、パレスチナ側の設置した地雷により2輌のメルカバが行動不能となった。この2輌は回収・修理され、後に作戦行動に戻された。
1982年のレバノン侵攻では既に防御力に一定の定評があったメルカバだが、T72によって正面から装甲を貫徹され撃破されており、Mk2では対策としてさらに装甲を増圧して対処している。
1990年代以降のヒズボラとの戦闘では、一部のメルカバがイランからヒズボラに供与されたロシア製の9M131 メチスMやRPG-29により破壊されたと一部のメディアが報じており、その対策としてMk 2D/Mk 3Dの増加装甲パッケージが開発されたと言われている。しかし、2006年のヒズボラとの戦闘でも、9M131（AT-13）や9M133（AT-14）などのロシア製最新型対戦車ミサイルにより、投入されたMk 2-4 350-400輌の内、52輌が損傷し、22輌は装甲が貫通され、5輌は再生不能まで大破したと伝えられている。
生存性を重視した設計が謳われているメルカバであるが、その最大の防御は「敵戦車の砲撃そのものを避けるためにその射程外からの正確な遠距離射撃によって先制撃破」するアウトレンジ戦術である。初陣におけるT-72に対する勝利も、地の利を生かした3,000-4,000mという遠距離での射撃による物で、高精度の主砲と射撃管制装置に加え、イスラエル戦車兵とシリア戦車兵との射撃戦における練度の差、イスラエルが他国に先駆けて開発したタングステン合金単体弾頭のAPFSDS弾M-111の貫通力などに負う所が大きい。その後もメルカバの開発・アップグレードにおいて、射撃管制装置の能力向上は重要な要素のひとつとなっており、Mk 3においては、車両コストの実に3割を射撃管制装置関係が占めている。

## 登場作品

### 映画
『ボーフォート レバノンからの撤退』
Mk 2Bが登場。レバノンのボーフォート前哨基地に1両が配備されている。
撮影には、イスラエル国防軍の全面協力で実物が使用されている。

### アニメ
『巨神ゴーグ』
GAILの戦車として、架空の改良型である「メルカバ93型エクスワィアー」が登場。砲塔後部への武装の追加や主砲の大口径化などの改良が施されている。

### 小説
『WORLD WAR Z』
ゾンビ戦争序盤、自発的隔離政策により内戦が起きたイスラエルにて、後部ドアを生かして避難民の救助を行う。

### ゲーム
『Project Reality（BF2）』
イスラエル国防軍の主力戦車（MBT）としてMk4が登場する。
装備はVidco暗視装置、TARDEC スモークランチャー、Rheinmetall L44 120mm滑腔戦車砲、LAHAT 対戦車ミサイル、M240 7.62mm同軸機銃、M2 12.7mm重機関銃。
『WarRock』
『War Thunder』
2019年4月に行われたゲーム内イベントにて、メルカバ Mk.1が期間限定で入手できた。
また、2019年12月に行われたゲーム内イベントにて、メルカバ Mk.2Bが、2020年9月に行われたゲーム内イベントにてメルカバ Mk.3Dが期間限定で入手できた。
現在のバージョンではイスラエルツリーが実装され、いつでも入手可能な研究車両としてMk.1B、Mk.2B、Mk.3B、Mk.3C、Mk.4B、Mk.4Mが追加。課金車両としてMk.2Dが追加されている。Mk.4MではトロフィーAPSも再現されている。
『ガングリフォンII』
メルカバ Mk.3が登場。
『コンバットチョロQ』
メルカバ Mk.1が諸外国タンクとして登場。
『メタルマックスシリーズ』
『MM2』以外にメルカバがベースモデルとなったカラーが真紅の戦車が登場する。性能も優秀でメタルマックスシリーズの看板戦車となった。